# 吕思勉故居
吕思勉故居位于中国江苏省常州市天宁区十子街东侧8-10号，为历史学家吕思勉幼年在常州读书、生活的地方，该处为吕氏祖居，原有东、西两宅，西宅毁于抗战时期，今存东宅，中轴线上依次为门屋、大厅（接翻轩）、厅屋（三间，中为客堂，两侧为卧室，西侧卧室为吕思勉出生地）和两层楼屋（其东侧另有厢房一间）四进，共二十一间，均为硬山顶砖木结构建筑，现状为1997年所修复，2004年作为纪念馆对外开放，布置有吕思勉生平展及古籍、书画陈列等。